# Ombre (film 1959)
Ombre (Shadows) è un film del 1959 scritto e diretto da John Cassavetes.
Girato con uno stile jazzistico, con dialoghi e scene improvvisate (il film si chiude con la scritta: «The film you have just seen was an improvisation»), la pellicola tratta il tema delle relazioni interrazziali negli anni della Beat Generation a New York.
Considerato fra i più importanti esempi della cinematografia indipendente americana, è stato scelto per la conservazione nel National Film Registry della Biblioteca del Congresso degli Stati Uniti nel 1993.

## Trama

I protagonisti in una scena del film

Hugh, Leila e Ben sono tre fratelli afroamericani di pelle chiara che vivono a Manhattan. Hugh, il più grande, è un cantante di nightclub in declino che vede uno spiraglio di felicità quando gli viene proposta una nuova scrittura. Leila frequenta i circoli degli esistenzialisti ma dopo una sfortunata avventura accetta la corte di un ragazzo della sua etnia. Ben, il più giovane dei tre, tenta di superare il disagio di essere di colore frequentando un gruppo di ragazzi bianchi che passano le giornate tra flirt, risse e gioco d'azzardo finché decide di condurre una vita più tranquilla.

## Produzione

### Riprese
Cassavetes girò il film due volte, una prima volta nel 1957 e di nuovo nel 1959. La seconda versione era quella preferita dal regista; la prima versione fu comunque proiettata, ma si persero poi le tracce dell'unica copia originale, che per decenni fu creduta persa o distrutta. Nel 2004, dopo anni di ricerche, Ray Carney, professore della Boston University e studioso di Cassavetes, la ritrovò in una scatola abbandonata in metropolitana, insieme ad altri oggetti smarriti con cui era probabilmente stata acquistata. La pellicola ritrovata da Carney era una copia quasi nuova, apparentemente proiettata non più di due o tre volte prima di essere smarrita. Carney ha pubblicato sul suo sito tre clips tratti da Shadows I per offrire la possibilità di visionare le condizioni della pellicola, e sottolinea la presenza di una sequenza di crediti che dimostra che la copia ritrovata è una versione finale, e non un montaggio grezzo.

## Accoglienza

### Critica
Il critico Leonard Maltin descrive la seconda versione di Shadows di Cassavetes come "una cascata di acqua fresca per il cinema indipendente americano". Il film fu girato con una camera a mano 16mm per le strade di New York. Molti dialoghi erano improvvisati e il cast era composto da volontari e non professionisti. Parte della colonna sonora fu composta da Charles Mingus, leggenda del jazz, e sottolinea il tema beat dell'alienazione e delle emozioni pure. La trama descrive una relazione interrazziale, argomento tabù nell'america di Eisenhower.
"(...) non è tanto il dramma della ragazza amata da un corteggiatore come una bianca a stimolare Cassavetes: è la rappresentazione corale di un microcosmo giovanile in cui tutti, bianchi e neri, borghesi e proletari (...) vivono lo stesso disorientamento esistenziale"
«... il primo assaggio di quella nevrosi newyorkese che tanta parte ebbe nel cinema americano anni Settanta. ... un film scommessa, crudelmente realistico e informale... Nel 1959 fu un vero shock.»